# Blood Bowl 3
Blood Bowl 3 est un jeu vidéo de sport développé par Cyanide et édité par Bigben Interactive, sorti en février 2023 sur PlayStation 4, Xbox One, PlayStation 5, Xbox Series, Nintendo Switch (en décembre 2023) et Windows.